# Antioxidative Therapie
Als antioxidative Therapie wird in der Alternativmedizin eine Therapie bezeichnet, die darauf abzielt, die Wirkung schädlicher freier Radikale und die Auswirkungen von so genanntem oxidativem Stress zu vermindern und angeblich dadurch verursachte Erkrankungen zu bekämpfen. Sie wird in der alternativmedizinischen Behandlung von Krebserkrankungen verwendet, obwohl eine erhöhte Zufuhr von Antioxidantien nach aktuellem Kenntnisstand schädlich ist und eventuell sogar die Wirksamkeit konventioneller Therapien behindert.

## Allgemeines
Häufig werden hohe Dosen von Antioxidantien verabreicht. Dies sind pflanzliche oder chemische Stoffe mit antioxidativem Charakter, das heißt, sie binden in vitro (im „Reagenzglas“) aggressiv oxidierende Moleküle, insbesondere die sogenannten Sauerstoffradikale (siehe Reaktive Sauerstoffspezies und Reaktive Stickstoffspezies), welche in vielen Stoffwechselvorgängen frei werden.
Weil freie Sauerstoffradikale auch eine zentrale Rolle bei der Karzinogenese (Krebsentstehung) durch chemische Karzinogene und ionisierende Strahlung spielen, könnten radikalbindende Substanzen möglicherweise auch die Krebsentstehung beim Menschen beeinflussen. Wissenschaftliche Belege für den Nutzen einer Behandlung mit Antioxidantien in dieser Indikation fehlen jedoch vollständig. Zu vielen Antioxidantien, wie etwa Vitamin E, gibt es Studien, die sogar eine Schädigung durch die Behandlung belegen.

## Substanzen
Substanzen mit antioxidativer Wirkung sind:
- die Vitamine C und E, das Coenzym Q10,
- sogenannte sekundäre Pflanzenstoffe (im Gegensatz zu den „primären“ Stoffen Fett, Kohlenhydrate und Protein): Karotinoide, Flavonoide, Polyphenole u. a.,
- die tierischen Enzyme Superoxiddismutase und Katalase,
- die Spurenelemente Mangan und Selen.

## Kritik
Ob die genannten Laborergebnisse auf den Menschen übertragbar sind, und somit eine echte Krebsprävention (Vorbeugung) durch bestimmte Ernährungsformen möglich ist, ist umstritten. Eine zusätzliche Zufuhr von Antioxidantien in Form von Pillen, Pulvern oder Säften ist nach aktuellem Kenntnisstand schädlich. Personen, deren Ernährung viel Obst und Gemüse enthält, sollen um ca. 20 % seltener an bestimmten Krebsformen erkranken. Andererseits hat eine 2004 veröffentlichte Langzeitstudie keinen Unterschied der beiden Gruppen gezeigt.
Es ist außerdem methodisch fragwürdig, die möglicherweise zur Krebsvorbeugung geeigneten Stoffe unkritisch zur Krebsbehandlung einzusetzen, vor allem wenn der Einsatz parallel zur konventionellen Therapie erfolgt. Theoretisch wäre es denkbar, dass die antioxidativen Stoffe auch die Krebszellen – ebenso wie das gesunde Gewebe – vor der Vernichtung durch Chemo- und Strahlentherapie schützen können, also nicht nur die Nebenwirkungen, sondern auch die erhoffte Hauptwirkung dieser Therapien verringern. Ionisierende Strahlung und einige Chemotherapeutika erzeugen nämlich in den Zielzellen Sauerstoffradikale und zerstören sie auf diese Weise. Auch diese konträre These wurde bislang nur im Tierexperiment belegt.
Keine der genannten Substanzen hat eine wissenschaftlich nachgewiesene Wirkung gegen Krebs beim Menschen.